# Уравнение Слуцкого
Уравнение Слуцкого — микроэкономическое соотношение, смысл которого состоит в том, что изменение спроса на некоторый товар при повышении или снижении его цены складывается из влияния непосредственного изменения спроса и косвенного влияния в результате переключения спроса на другие товары.
Уравнение показывает, что изменение в спросе на {\displaystyle i}-й товар при изменении цены {\displaystyle j}-го товара является результатом двух эффектов: эффекта замещения и эффекта дохода. Установлено Евгением Слуцким.
Математически уравнение Слуцкого выводится из дифференцирования маршалловского спроса на {\displaystyle i}-й товар по цене {\displaystyle j}-го товара с использованием того факта, что маршалловский спрос выражается через компенсированный спрос:
{\displaystyle x_{i}(p,{\bar {u}})=x_{i}(p,e(p,{\bar {u}}))},
{\displaystyle {\frac {\partial x_{i}({\tilde {p}},{\tilde {I}})}{\partial p_{j}}}={\frac {\partial x_{i}({\tilde {p}},{\bar {u}})}{\partial p_{j}}}+{\frac {\partial e({\tilde {p}},{\bar {u}})}{\partial p_{j}}}\cdot {\frac {\partial x_{i}({\tilde {p}},{\tilde {I}})}{\partial I}}={\frac {\partial x_{i}({\tilde {p}},{\bar {u}})}{\partial p_{j}}}-x_{j}({\tilde {p}},{\tilde {I}})\cdot {\frac {\partial x_{i}({\tilde {p}},{\tilde {I}})}{\partial I}}},
где {\displaystyle {\tilde {p}},{\tilde {I}},{\bar {u}}} — заданные уровни цен, дохода и полезности. Корректность последнего перехода в уравнении Слуцкого объясняется леммой Шепарда.
Первое слагаемое в уравнении Слуцкого показывает реакцию на изменение относительных цен и носит название эффекта замещения; второе слагаемое показывает реакцию на изменение дохода и носит название эффекта дохода.

## Уравнение Слуцкого через эластичности
Если умножить исходное уравнение Слуцкого на {\displaystyle p_{j}} и разделить {\displaystyle x_{i}({\tilde {p}},{\tilde {I}})}, то получим уравнение Слуцкого в терминах эластичностей спроса по цене и доходу:
{\displaystyle \varepsilon _{ip_{j}}=\varepsilon _{ip_{j}}^{h}-\varepsilon _{iI}\cdot \alpha _{i}},
где {\displaystyle \varepsilon _{ip_{j}}} — эластичность спроса на {\displaystyle i}-й товар по цене {\displaystyle j}-го, {\displaystyle \varepsilon _{ip_{j}}^{h}} — эластичность компенсированного спроса на {\displaystyle i}-й товар по цене {\displaystyle j}-го (то есть без учёта эффекта дохода), {\displaystyle \varepsilon _{iI}} — эластичность спроса на {\displaystyle i}-й товар по доходу потребителя, {\displaystyle \alpha _{i}} — доля затрат на покупку {\displaystyle i}-го товара в доходе потребителя.

## Матрица Слуцкого
Частные производные {\displaystyle s_{ij}={\frac {\partial x_{i}(p,u)}{\partial p_{j}}}={\frac {\partial x_{i}(p,I)}{\partial p_{j}}}+x_{j}(p,I)\cdot {\frac {\partial x_{i}(p,I)}{\partial I}}} могут быть сведены в матрицу Слуцкого коэффициентов замещения {\displaystyle S}({\displaystyle p}, {\displaystyle I}), обладающую следующими свойствами:
- симметричность: {\displaystyle s_{ij}=s_{ji}} (следует из леммы Шепарда и теоремы Юнга);
- отрицательная полуопределенность;
- равенство нулю при умножении на вектор цен: {\displaystyle S(p,I)\mathbf {p} =0}.

Матричное представление полезно тем, что свойства матрицы позволяют не вычислять непосредственно все частные производные.

## Товары Гиффена
Товар Гиффена является благом, спрос на который растёт при повышении цены. Является частным случаем низкокачественных (неполноценных) товаров. В крайнем случае неполноценности дохода, размер эффекта дохода превышал размер эффекта замещения, что приводило к положительному совокупному изменению спроса в ответ на изменение цены. Уравнение Слуцкого, разбивающее изменение спроса на чистый эффект замещения и эффект дохода, объясняет, почему закон спроса не действует для товаров Гиффена.